# ديف بورنس (لاعب كرة قدم)
ديف بورنس (بالهولندية: Dave Burns)‏ هو لاعب كرة قدم ومدرب كرة قدم هولندي، ولد في 5 مارس 1924.